# Tyrannochthonius pachythorax
Tyrannochthonius pachythorax är en spindeldjursart som beskrevs av Vladimir V. Redikorzev 1938. Tyrannochthonius pachythorax ingår i släktet Tyrannochthonius och familjen käkklokrypare. Inga underarter finns listade i Catalogue of Life.